# Igor Bychkov
Igor Bychkov, né le 7 mars 1987 à Donetsk en Ukraine, est un athlète espagnol spécialiste du saut à la perche. Il est licencié au club de Playas de Castellon. Il mesure 1,89 m pour 80 kg.

## Biographie
Il arrive en Espagne en 1998 et est naturalisé espagnol en septembre 2007.
Le 20 juillet 2011 à Saragosse, il franchit pour la première fois 5,60 m, soit un nouveau record personnel. Il se qualifie pour la finale des Championnats du monde à Daegu le 27 août 2011 (avec 5,50 m) : c'est le premier Espagnol à réaliser cette performance. En finale, il ne parvient pas à franchir sa barre d'entrée (5,50 m) et n'est donc crédité d'aucune marque.
Aux Jeux olympiques de Londres, il se qualifie pour sa première finale de ce type ; lors de celle-ci, il termine à la 12e place en franchissant 5,50 m au troisième essai.
Le 28 juillet 2013, il bat son record en 5,65 m à Alcobendas.
Le 19 juillet 2017, à Liège, il bat derechef son record avec 5,70 m et réalise ainsi les minimas pour les Championnats du monde de Londres.

## Palmarès
| Date | Compétition                       | Lieu        | Résultat | Marque |
| ---- | --------------------------------- | ----------- | -------- | ------ |
| 2011 | Championnats du monde             | Daegu       | finale   | NM     |
| 2012 | Jeux olympiques                   | Londres     | 11e      | 5,50 m |
| 2015 | Coupe d'Europe des clubs          | Mersin      | 5e       | 5,00 m |
| 2015 | Championnats d'Europe par équipes | Tcheboksary | 9e       | 5,30 m |
| 2017 | Championnats d'Europe par équipes | Lille       | 2e       | 5,55 m |

## Records
| Épreuve          | Épreuve   | Performance | Lieu   | Date            |
| ---------------- | --------- | ----------- | ------ | --------------- |
| Saut à la perche | Plein air | 5,70 m      | Liège  | 19 juillet 2017 |
| Saut à la perche | Salle     | 5,60 m      | Madrid | 1er mars 2014   |